# Щербина Любов
Щербина Любов (нар. 1951 року) — радянська (українська) шахістка. Чемпіонка України із шахів серед жінок (1975), майстер спорту СРСР із шахів (1975). Срібна призерка чемпіонату СРСР із шахів серед жінок 1975 року. Після 1975 року змінила стать на чоловічу.

## Біографія
Проживала у Севастополі. Правил гри у шахи Любов Щербина навчилася у свого батька та двох братів. У 1968 році Щербина перемогла у чемпіонаті радянської армії серед дівчат. Після закінчення школи Щербина почала навчатися в Севастопольському приладобудівному інституті. Протягом 1970-х років Щербина кілька разів ставала одноосібним чемпіоном ВМФ СРСР. На командному кубку СРСР із шахів у 1974 році їхня команда посіла друге місце, а Щербина показала третій результат на другій жіночій шахівниці.
У 1975 році перемогла у чемпіонаті України, що проходив у Львові.
Двічі Любов Щербина брала участь у чемпіонатах СРСР із шахів серед жінок (обидва чемпіонати мали статус зональних турнірів). У чемпіонат СРСР із шахів серед жінок 1972 року, що проходив у Тольятті Любов Щербина набрала 7 з 19 можливих очок і посіла 18-те місце (чемпіонкою стала Марта Літинська). Сенсаційним став виступ шахістки на чемпіонаті СРСР 1975 року. Протягом турніру Щербина знаходилася в групі лідерів, здобула перемоги над Олена Фаталібековою і Тетяною Затуловською, а також Щербина зіграла внічию з тоді ще зовсім юною грузинською шахісткою Майєю Чибурданідзе. У звіті про турнір Фаталібекова відзначила багатогранність і креативність Щербини. За підсумками турніру Щербина на ½ очка відстала від переможниці Людмили Бєлавенець, та розділила 2-ге — 3-тє місця з Тетяною Фоміною. Призери чемпіонату автоматично отримували право брати участь у міжзональному турнірі. Також за досягнення на турнірі Любов Щербина отримала звання майстра спорту СРСР.
Проте нестандартний вигляд Щербини в поєднанні з потужною грою викликав фурор. У шахових колах ширилися чутки щодо визначення статті. Того ж 1975 року Щербина повідомила Шахову федерацію СРСР про те, що відтепер просить вважати її чоловіком і відмовляється від місця у жіночому міжзональному турнірі. Ім'я Щербини незабаром зникло з радянських титульних та рейтингових списків, а Тетяну Фоміну згадували як єдину віцечемпіонку чемпіонату СРСР серед жінок 1975 року.
Про подальше життя Щербини відомо небагато. Після операції зі зміни статі Щербина продовжив займатися шахами як чоловік, але без колишнього успіху.
Найвищий рейтинг Щербини — 2190 у січні 1977 року.
Місце в міжзональному турнірі, що звільнилося після заяви Щербини, та кількох відмов інших шахісток, дісталося юній Майї Чибурданідзе, яка розділила в чемпіонаті 7-ме — 11-те місця. З цього почалося сходження грузинської шахістки до титулу чемпіонки світу, який вона здобула за підсумками претендентського циклу 1976—1978 рр.

## Турнірні результати
| Рік  | Місце проведення | Турнір                                                      | Результат | + | — | = | Місце                  |
| ---- | ---------------- | ----------------------------------------------------------- | --------- | - | - | - | ---------------------- |
| 1970 | Харків           | 30-й чемпіонат України                                      | 5½ з 12   | 3 | 4 | 5 | 8 — 9                  |
| 1971 | ?                | Першість збройних сил СРСР (півфінал 31-го чемпіонату СРСР) | 9½ з 15   |   |   |   | 3 — 4                  |
| 1972 | Одеса            | 32-й чемпіонат України                                      | 7½ з 12   |   |   |   | 4                      |
|      | Жданов           | півфінал 32-го чемпіонату СРСР                              | 9 з 12    |   |   |   | 1                      |
|      | Тольятті         | 32-й чемпіонат СРСР                                         | 7 з 19    | 4 | 9 | 6 | 18                     |
| 1973 | Горький          | Першість збройних сил СРСР (півфінал 33-го чемпіонату СРСР) | 7 з 11    |   |   |   | 2 — 3                  |
| 1974 | Одеса            | 34-й чемпіонат України                                      | 7½ з 11   |   |   |   | 5                      |
|      | Москва           | Командний кубок СРСР («СКА», друга жіноча шахівниця)        | 5 з 9     | 5 | 4 | 0 | (командне), (особисте) |
| 1975 | Львів            | 35-й чемпіонат України                                      | 6 з 7     |   |   |   | Gold                   |
|      | Фрунзе           | 35-й чемпіонат СРСР                                         | 9½ з 16   | 6 | 3 | 7 | — 3                    |